# Exportkreditversicherung
Exportkreditversicherung (auch Ausfuhrversicherung, Exportrisikoversicherung oder Exportkreditgarantie) ist die Sammelbezeichnung für Kompositversicherungen, die die Exportrisiken des Forderungsausfalls von Forderungen aus Warenlieferungen und Dienstleistungen absichern.

## Allgemeines
Exportorientierte Staaten haben ein Interesse daran, dass die Exporteure ihre Güter und Dienstleistungen störungsfrei ausführen können. Exporteure nehmen als Lieferanten eine Gläubigerfunktion wahr, wobei zu den typischen Gläubigerrisiken durch die grenzüberschreitende Exporttätigkeit auch noch Länderrisiken hinzukommen. Diese setzen sich zusammen aus einem Transferstopprisiko und einem politischen Risiko. Die Staaten bedienen sich zur Absicherung dieser besonderen Risiken zumeist eigenständig organisierter Exportkreditversicherer (englisch export credit agencies, ECA), die eine Garantie oder Bürgschaft des Staates lieferbezogen vergeben. Dies sind versicherungsähnlich organisierte Agenturen, die – meist auf gesetzlicher Grundlage – konkrete Exportgeschäfte garantieren („in Deckung nehmen“). Der hierdurch begünstigte Exporteur erhält infolgedessen im Nichtzahlungsfalle den Schaden durch die ECA – bis auf einen Selbstbehalt zwischen 5 % und 15 % des Auftragswertes – ersetzt. Auf diese Weise werden Exporte ermöglicht, die ohne Versicherung ein übermäßiges Exporteurrisiko bedeuten und deshalb nicht stattfinden würden.
Da sich Exportgeschäfte mit längeren Kreditlaufzeiten und/oder mit schwierigen Märkten ohne Absicherung gegen diese spezifischen Risiken kaum realisieren lassen, verfügen alle westlichen Industrieländer, aber auch einige Entwicklungs- und Schwellenländer über staatliche Exportkreditversicherungssysteme, um die Exporteure ihres Landes zu unterstützen. Somit ist die Exportkreditversicherung ein wichtiges staatliches Instrument der Ausfuhrförderung. Exportkreditgarantien sind deshalb Versicherungen für Exportgeschäfte, mit denen ein Zahlungsausfall aus wirtschaftlichen oder politischen Gründen vermieden wird. Die ECAs sind überwiegend versicherungswirtschaftlich einzustufen, weil ihr Geschäft mit Ausfallwahrscheinlichkeiten von Forderungen und Eintrittswahrscheinlichkeiten von Staatsrisiken zu tun hat.

## Arten der Versicherung
Zwecks Absicherung der Ausfuhrkreditrisiken können private Kreditversicherer oder staatliche Kreditversicherungen eingeschaltet werden. Bei den staatlichen Versicherern handelt es sich meist um eigenständige, privatrechtlich organisierte Gesellschaften, die im Auftrag des jeweiligen Staates tätig sind (Mandatare). In Deutschland ist die Euler Hermes Aktiengesellschaft federführend von der Bundesrepublik Deutschland ermächtigt, alle die Ausfuhrgewährleistungen betreffenden Erklärungen im Namen, im Auftrag und für Rechnung des Bundes abzugeben und entgegenzunehmen. Aus diesem Grunde hat sich umgangssprachlich die Bezeichnung „Hermesdeckung“ durchgesetzt. Euler Hermes Deutschland bietet auch Versicherungen auf eigene Rechnung an und ist insofern auch als private Kreditversicherung tätig. Die Unterschiede zwischen privater und staatlicher Exportkreditversicherung liegen vor allem im Deckungsumfang der versicherten Geschäfte, während der Versicherte an eintretenden Schäden regelmäßig mit einem so genannten Selbstbehalt (einer nicht versicherten Selbstbeteiligung) bei beiden Arten beteiligt ist.
Private und staatliche Exportversicherung
Untersucht man die privaten und die staatlichen Versicherungen im Hinblick auf den Versicherungsumfang, so decken die privatwirtschaftlichen Exportkreditversicherungen nur das Forderungsausfallrisiko des Exporteurs bei Zahlungsunfähigkeit seines Abnehmers. Unter bestimmten Voraussetzungen sind auch die Risiken des Zahlungsverzugs sowie das Fabrikationsrisiko des Exporteurs und dessen Forderungsrisiko bei Nichtabnahme der Ware versicherbar. Die privatwirtschaftlichen Exportkreditversicherungen decken mithin lediglich das wirtschaftliche Risiko in Ländern mit stabilen wirtschaftlichen und politischen Verhältnissen ab.
Die Deckung von politischen und Transferstopp-Risiken (Länderrisiken) indes wird von den privaten Kreditversicherungen direkt in den Versicherungsbedingungen oder indirekt dadurch ausgeschlossen, dass Lieferungen an Importeure in bestimmte risikobehaftete Länder oder Ländergruppen nicht versichert werden. Nach dem Subsidiaritätsprinzip soll der Staat nur dort eingreifen, wo die Privatwirtschaft bestimmte Funktionen nicht übernehmen kann oder will. Das ist bei der Übernahme von Länderrisiken der Fall.

## Arten des Versicherungsrisikos
Hieraus wird erkennbar, dass im Bereich der Ausfuhrgeschäfte eine Vielzahl von Risiken auftauchen, die wie folgt systematisiert werden können:
- Fabrikationsrisiko

Das Fabrikationsrisiko tritt ein, wenn politische oder wirtschaftliche Umstände im Ausland die Fertigstellung oder den Versand der Waren verhindern. Auch das Risiko eines Embargos ist hierin seit September 1966 abgesichert. Bei der Deckung des Fabrikationsrisikos bezieht sich die Garantie auf Verluste der Selbstkosten, die dem Exporteur durch vorzeitige Beendigung des Geschäftes entstehen. Fabrikationsrisikodeckungen umfassen die tatsächlichen Selbstkosten des Exporteurs. Diese werden von ihm vorher geschätzt und der Deckung als Höchstbetrag zugrunde gelegt.
- Ausfuhrrisiko

Die Deckung des Ausfuhrrisikos schützt den Exporteur für die Zeit zwischen dem Versand der Ware oder dem Beginn der Leistung und dem Eingang der Exportforderung. Hierin ist das Insolvenzrisiko des Importeurs mit abgesichert. Das Insolvenz- (Delkredere-) Risiko ist deshalb Bestandteil des Ausfuhrrisikos. Auch der „protracted default“ ist mit abgedeckt.
- Finanzkreditrisiken

Diese entstehen, wenn ein inländisches Kreditinstitut auf Antrag des Exporteurs dem ausländischen Importeur einen liefergebundenen Kredit aufgrund des Exportgeschäfts gewährt (sog. Bestellerkredit). Die Finanzkreditdeckung sichert dann dem finanzierenden Kreditinstitut die Rückzahlung nebst Kreditzinsen des dem Importeurs gewährten Kredits.
- Politische Risiken

Staatliche/behördliche Maßnahmen, kriegerische Ereignisse, Aufruhr oder Revolution (sog. „allgemeiner politischer Schadensfall“), Transferstopp (nicht durchführbare Konvertierung oder Beschränkung des Transfers der vom Schuldner in Inlandswährung eingezahlten Beträge durch Einschränkung des zwischenstaatlichen Zahlungsverkehrs), Unmöglichkeit der Vertragserfüllung aus politischen Gründen (siehe Moratoriumsrisiko) oder der Warenverlust vor Gefahrübergang durch Beschlagnahme oder Zerstörung gehören zu den politischen Risiken eines Exports und können versichert werden. Der allgemeine politische Garantiefall tritt dann ein, wenn gesetzgeberische oder behördliche Maßnahmen im Ausland die Erfüllung der vertraglich vom Exporteur geschuldeten Lieferungen und Leistungen ganz oder teilweise verhindern und dem Exporteur die Forderungen daher nicht zustehen. Voraussetzung hierfür ist, dass der Versand bereits begonnen hat.

## Nicht versicherbare Risiken
Nicht gedeckt wird neben den Strafzöllen eine Vielzahl weiterer Risiken. Höhere Gewalt (französisch force majeure) sind im nationalen und internationalen Handel unvorhersehbare, unabwendbare Ereignisse, die außerhalb der Kontrolle aller an einem Handelsgeschäft Beteiligten liegen und die unter den gegebenen Umständen mit angemessenen, zumutbaren Mitteln nicht zu vermeiden waren (z. B. Feuer, Überschwemmungen, Erdbeben, Blockaden, Kriege, Bürgerkriege, Unruhen, Revolutionen, Streiks, Embargos, Beschlagnahme von Schiffen, Piraterie usw.). Durch die „Force-Majeure-Klausel“ muss in betroffenen Handelsverträgen ausdrücklich betont werden, dass in Fällen höherer Gewalt Inanspruchnahmen aus Verpflichtungen entfallen. Im Hinblick auf den Versicherungsumfang werden nicht alle Unterfälle der höheren Gewalt in Deckung genommen, weshalb der individuelle vertragliche Haftungsausschluss dieser Unterfälle durch die „Force-Majeure-Klausel“ von entscheidender Bedeutung ist. Ebenfalls nicht gedeckt sind Schäden, die durch Kernenergie oder durch Umwelteinwirkungen im Sinne des Umwelthaftungsgesetzes oder des Wasserhaushaltsgesetzes mit verursacht wurden.
Eine Einbeziehung besonderer wirtschaftlicher Risiken ist nur in Ausnahmefällen möglich und bedarf einer gesonderten Einzelfallentscheidung der Exportkreditversicherung. Die Deckung wirtschaftlicher Risiken kommt insbesondere dann in Betracht, wenn aufgrund der Projektstruktur oder der Verhältnisse im Investitionsland eine klare Abgrenzung zwischen politischen und wirtschaftlichen Risiken nicht möglich erscheint (z. B. ehemalige Staatshandelsländer).

## Auswirkungen einer staatlichen Exportkreditversicherung
Wenn insbesondere politische und Transferstopp-Risiken versichert werden, können Exporte in Staaten mit hohen politischen und/oder Transferstopprisiken stattfinden, die ohne Exportkreditversicherung nicht vorgenommen würden. Insofern ist Exportkreditversicherung auch immer staatlich abgesicherte Exportförderungspolitik. Dadurch wird der Exporteur abgesichert, weil er die mit einem Export verbundenen typischen Risiken absichern kann, und der Importeur erhält in einem Staat mit hohen politischen und/oder Transferstopprisiken die Gelegenheit, überhaupt bestimmte Importe vornehmen zu können.
Sind Kreditinstitute in derartige Transaktionen im Rahmen der Finanzkreditrisiken eingeschaltet (etwa durch liefergebundene Kredite an den Exporteur zur Vorfinanzierung der Produktionsphase bis zum Zahlungseingang oder durch liefergebundene Kredite an den Importeur zur Kaufpreisfinanzierung), so werden auch diese von einer Exportkreditversicherung begünstigt. Kredite sind weder unmittelbar noch mittelbar vom schlechten Länderrating des Importeurstaates betroffen, wenn etwa Euler Hermes die Exportkreditversicherung zugunsten eines ratingschwachen Importeurstaates übernommen hat. Euler Hermes tritt als Mandatar im Auftrag und für Rechnung der Bundesrepublik Deutschland auf, die die aus der Exportkreditversicherung resultierende Eventualhaftung im Bundeshaushalt zu berücksichtigen hat. Dann nämlich können Kreditinstitute von der Möglichkeit der so genannten Bürgensubstitution Gebrauch machen, indem sie die (besser geratete) Bundesrepublik Deutschland zum finalen Haftungsträger deklarieren, weil sie im Haftungsfalle zahlen muss (Art. 114, 137 f. Kapitaladäquanzverordnung). Die Bürgensubstitution führt beim Kreditinstitut dazu, dass Kredite mit ursprünglich höherem Risikogewicht durch das niedrigere Risikogewicht des Gewährleistungsträgers ersetzt werden.

## Exportkreditversicherung der Bundesrepublik Deutschland
Bereits 1949 beauftragte die Bundesregierung zwei private Unternehmen, die heutige Euler Hermes AG und die ebenfalls umfirmierte C & L Deutsche Revision Aktiengesellschaft Wirtschaftsprüfungsgesellschaft GmbH, mandatarisch mit dem Management der Exportkreditgarantien. Da Euler Hermes in dieser Partnerschaft bis heute federführend ist, hat sich in der Wirtschaft der Begriff „Hermesdeckungen“ etabliert.

## Bedeutende internationale Exportkreditversicherer
In der Schweiz ist die Schweizerische Exportrisikoversicherung (SERV) als staatliche Anstalt organisiert, in Österreich fungiert die Oesterreichische Kontrollbank AG als Exportkreditversicherer. In den USA werden Ausfuhrversicherungen durch die Foreign Credit Insurance Association (FCIA) und die Export-Import Bank of the United States (EXIMBANK), in Frankreich durch die Compagnie Francaise d’Assecurance pour le Commerce Extérieur (COFACE S.A. Public Procedures) übernommen. In Großbritannien übernimmt keine eigenständige Institution das Ausfuhrversicherungsgeschäft, sondern die staatliche Behörde Export Credits Guarantee Department (ECGD).